# シモン・ミニョレ
シモン・ミニョレ（Simon Luc Hildebert Mignolet、1988年3月6日 - ）は、ベルギー・シント＝トロイデン出身のサッカー選手。ベルギー・ファースト・ディビジョンA・クラブ・ブルッヘ所属。元ベルギー代表。ポジションはゴールキーパー。

## クラブ経歴
地元のシント＝トロイデンVVの下部組織で育ち、2005年にプロデビューを飾った。2009-10シーズンにはベルギー最優秀ゴールキーパー賞を受賞した。
この活躍にPSVアイントホーフェン、FCトゥウェンテ、ウディネーゼなど欧州各国のクラブが興味を示していたが、2010年6月10日にイングランドのサンダーランドAFCへ移籍。当初はスコットランド代表でも主力を張るクレイグ・ゴードンの控えとして見られていたが、2010年はゴードンの負傷離脱もあって23試合に出場。2011年はゴードンから完全にポジションを奪い、正守護神を務めた。2012年は全38試合にフルタイム出場した。
2013年6月26日、リヴァプールFCへ移籍。当初はペペ・レイナとの熾烈なポジション争いが予想されたが、レイナは7月24日付でSSCナポリにレンタル移籍したため労せずしてポジションを確保した。2013-14シーズンの開幕戦であるストーク・シティ戦では1点差リードで迎えた試合終盤でPKをとめる活躍を見せ、開幕戦の勝利に貢献した。2015-16シーズンはチーム最多となるシーズン55試合に出場。
2016-17シーズンからはロリス・カリウスが加入し、監督ユルゲン・クロップはミニョレがファーストキーパーではない事を認めた。 しかし、その後カリウスのミスなどにより再びポジションを勝ち取ると安定したプレーを見せる様になり、再びスタメン出場を続けていたが、2017年12月より再びカリウスにポジションを奪われた。
2018-19シーズンはアリソンが加入し、ほとんど出場機会はなく退団。6シーズンで204試合に出場した。
2019年8月5日、クラブ・ブルッヘへの移籍が決定。2022-23シーズンのチャンピオンズリーグではグループステージ4試合で連続無失点を記録するなど、チームの歴史上初の決勝トーナメント進出に貢献した。

## 代表経歴
ベルギーU-21代表としては8試合の出場経験はあるが、当時はローガン・バイリーの後塵を拝しており、好成績を残したUEFA U-21欧州選手権2007と北京オリンピックの出場は逃した。2010年9月1日にA代表に初選出され、2011年3月25日のオーストリア戦（EURO2012予選）でA代表デビューを飾った。
その後は正GKに定着したが、ティボ・クルトゥワの台頭もあってポジションを奪われ、2014 FIFAワールドカップは第2GKとして参加。
4年後の2018 FIFAワールドカップのメンバーにも第2GKとして選出された。
2022 FIFAワールドカップでも引き続き第2GKを務めたがベルギー代表はグループステージで敗退し、大会後エデン・アザールやトビー・アルデルヴェイレルトに続いて代表引退を表明した。

## 個人成績
2022年5月31日現在
| クラブ             | シーズン | リーグ                    | リーグ | リーグ | カップ | カップ | リーグカップ | リーグカップ | 国際大会 | 国際大会 | 通算 | 通算 |
| クラブ             | シーズン | ディビジョン              | 出場   | 得点   | 出場   | 得点   | 出場         | 得点         | 出場     | 得点     | 出場 | 得点 |
| ------------------ | -------- | ------------------------- | ------ | ------ | ------ | ------ | ------------ | ------------ | -------- | -------- | ---- | ---- |
| シント＝トロイデン | 2005-06  | ファースト・ディビジョンA | 0      | 0      | 0      | 0      | —            | —            | —        | —        | 0    | 0    |
| シント＝トロイデン | 2006-07  | ファースト・ディビジョンA | 2      | 0      | 0      | 0      | —            | —            | —        | —        | 2    | 0    |
| シント＝トロイデン | 2007-08  | ファースト・ディビジョンA | 25     | 0      | 1      | 0      | —            | —            | —        | —        | 26   | 0    |
| シント＝トロイデン | 2008-09  | プロキシマス・リーグ      | 35     | 1      | 1      | 0      | —            | —            | —        | —        | 36   | 1    |
| シント＝トロイデン | 2009-10  | ファースト・ディビジョンA | 39     | 0      | 1      | 0      | —            | —            | —        | —        | 40   | 0    |
| シント＝トロイデン | 通算     | 通算                      | 100    | 1      | 4      | 0      | —            | —            | —        | —        | 104  | 1    |
| サンダーランド     | 2010-11  | プレミアリーグ            | 23     | 0      | 1      | 0      | 2            | 0            | —        | —        | 26   | 0    |
| サンダーランド     | 2011-12  | プレミアリーグ            | 29     | 0      | 6      | 0      | 0            | 0            | —        | —        | 35   | 0    |
| サンダーランド     | 2012-13  | プレミアリーグ            | 38     | 0      | 2      | 0      | 0            | 0            | —        | —        | 40   | 0    |
| サンダーランド     | 通算     | 通算                      | 90     | 0      | 9      | 0      | 2            | 0            | —        | —        | 101  | 0    |
| リヴァプール       | 2013-14  | プレミアリーグ            | 38     | 0      | 0      | 0      | 2            | 0            | —        | —        | 40   | 0    |
| リヴァプール       | 2014-15  | プレミアリーグ            | 36     | 0      | 7      | 0      | 3            | 0            | 8        | 0        | 54   | 0    |
| リヴァプール       | 2015-16  | プレミアリーグ            | 34     | 0      | 3      | 0      | 3            | 0            | 15       | 0        | 55   | 0    |
| リヴァプール       | 2016-17  | プレミアリーグ            | 28     | 0      | 0      | 0      | 3            | 0            | —        | —        | 31   | 0    |
| リヴァプール       | 2017-18  | プレミアリーグ            | 19     | 0      | 1      | 0      | 0            | 0            | 2        | 0        | 22   | 0    |
| リヴァプール       | 2018-19  | プレミアリーグ            | 0      | 0      | 1      | 0      | 1            | 0            | 0        | 0        | 2    | 0    |
| リヴァプール       | 通算     | 通算                      | 155    | 0      | 12     | 0      | 12           | 0            | 25       | 0        | 204  | 0    |
| クラブ・ブルッヘ   | 2019-20  | ファースト・ディビジョンA | 27     | 0      | 5      | 0      | —            | —            | 12       | 0        | 44   | 0    |
| クラブ・ブルッヘ   | 2020-21  | ファースト・ディビジョンA | 38     | 0      | 2      | 0      | —            | —            | 7        | 0        | 47   | 0    |
| クラブ・ブルッヘ   | 2021-22  | ファースト・ディビジョンA | 39     | 0      | 4      | 0      | —            | —            | 6        | 0        | 49   | 0    |
| クラブ・ブルッヘ   | 通算     | 通算                      | 104    | 0      | 11     | 0      | —            | —            | 25       | 0        | 140  | 0    |
| 総通算             | 総通算   | 総通算                    | 448    | 1      | 36     | 0      | 14           | 0            | 50       | 0        | 549  | 1    |

## 代表歴

### 出場大会
- U-16ベルギー代表
- U-17ベルギー代表
- U-18ベルギー代表
- U-19ベルギー代表
- U-20ベルギー代表
- U-21ベルギー代表
- ベルギー代表
  - 2014年 - 2014 FIFAワールドカップ（ベスト8）
  - 2018年 - 2018 FIFAワールドカップ（3位）
  - 2022年 - 2022 FIFAワールドカップ（グループステージ敗退）

### 試合数
- 国際Aマッチ 35試合 0得点（2011年-2022年）

| ベルギー代表 | 国際Aマッチ | 国際Aマッチ |
| 年           | 出場        | 得点        |
| ------------ | ----------- | ----------- |
| 2011         | 8           | 0           |
| 2012         | 3           | 0           |
| 2013         | 3           | 0           |
| 2015         | 3           | 0           |
| 2016         | 1           | 0           |
| 2017         | 2           | 0           |
| 2018         | 2           | 0           |
| 2019         | 1           | 0           |
| 2020         | 6           | 0           |
| 2021         | 2           | 0           |
| 2022         | 4           | 0           |
| 通算         | 35          | 0           |

## タイトル

### クラブ
シント＝トロイデンVV
- ベルギー・セカンドディビジョン ： 2008-09

リヴァプール
- UEFAチャンピオンズリーグ : 2018-19

### 個人
- ベルギー・プロフェッショナル・フットボール・アワード最優秀GK賞 ：1回 (2009-10)
- サンダーランドAFC最優秀選手賞 ：1回 (2013)